# Ron Dellow
Ron Dellow (Crosby, 13 de julio de 1914 - Almelo, 7 de noviembre de 2013) fue un entrenador y jugador de fútbol profesional inglés que jugaba en la demarcación de extremo.

## Biografía
Ron Dellow debutó como futbolista profesional con el Blackburn Rovers FC en 1933 a los 19 años de edad. Posteriormente fichó por el Mansfield Town FC, Manchester City FC, Tranmere Rovers FC y para el Carlisle United FC, club en el que permaneció durante más tiempo en su carrera futbolística. Finalmente en 1947 se retiró a los 33 años de edad.
Tras retirarse como futbolista, Dellow fichó por el Hermes DVS. También entrenó al HBS Craeyenhout, FC Blauw-Wit Amsterdam, SC 't Gooi, HVV Den Haag, SVV Scheveningen, FC Volendam, FC Groningen, Heracles Almelo, Helmond Sport y para el CVV Germanicus, último club al que entrenó en 1999 a los 85 años de edad.
Ron Dellow falleció el 7 de noviembre de 2013 en Almelo a los 99 años de edad.

## Clubes

### Como futbolista
| Club                | País       | Año         | Partidos | Goles |
| ------------------- | ---------- | ----------- | -------- | ----- |
| Blackburn Rovers FC | Inglaterra | 1933 - 1934 | 0        | 0     |
| Mansfield Town FC   | Inglaterra | 1934 - 1935 | 24       | 10    |
| Manchester City FC  | Inglaterra | 1935 - 1936 | 10       | 4     |
| Tranmere Rovers FC  | Inglaterra | 1936 - 1939 | 105      | 29    |
| Carlisle United FC  | Inglaterra | 1939 - 1947 | 16       | 5     |

### Como entrenador
| Club                   | País         | Año         |
| ---------------------- | ------------ | ----------- |
| Hermes DVS             | Países Bajos | 1948 - 1952 |
| HBS Craeyenhout        | Países Bajos | 1952 - 1953 |
| FC Blauw-Wit Amsterdam | Países Bajos | 1953 - 1955 |
| SC 't Gooi             | Países Bajos | 1955 - 1956 |
| HVV Den Haag           | Países Bajos | 1956 - 1958 |
| SVV Scheveningen       | Países Bajos | 1958 - 1959 |
| HBS Craeyenhout        | Países Bajos | 1960 - 1961 |
| FC Volendam            | Países Bajos | 1964 - 1969 |
| FC Groningen           | Países Bajos | 1969 - 1971 |
| Heracles Almelo        | Países Bajos | 1972 - 1975 |
| Helmond Sport          | Países Bajos | 1975 - 1977 |
| CVV Germanicus         | Países Bajos | 1979        |

## Palmarés

### Como futbolista
Tranmere Rovers FC
- Football League Third Division North: 1938

### Como entrenador
FC Volendam
- Eerste Divisie: 1967